# Tanaoceridae
Tanaoceridae är en familj av insekter. Tanaoceridae ingår i överfamiljen Tanaoceroidea, ordningen hopprätvingar, klassen egentliga insekter, fylumet leddjur och riket djur. Enligt Catalogue of Life omfattar familjen Tanaoceridae 3 arter. 
Tanaoceridae är enda familjen i överfamiljen Tanaoceroidea.
Kladogram enligt Catalogue of Life:
| Tanaoceridae | \| \| Mohavacris \| \| \| \| \| \| Tanaocerus \| \| \| \| |
|              | \| \| Mohavacris \| \| \| \| \| \| Tanaocerus \| \| \| \| |
|              | Mohavacris                                                |
|              |                                                           |
|              | Tanaocerus                                                |
|              |                                                           |